# Stavanger Universitetssjukehus
Stavanger Universitetssjukehus (SUS) (frem til 2005 Sentralsjukehuset i Rogaland) er Norges fjerdestørste hospital i antal ophold og ejes af helseforetagendet Helse Stavanger. Sygehuset har et budget på omkring 4,7 mia. NOK.
Hospitalet består af et sygehus lokaliseret i Våland i Stavanger. Stavanger Universitetssjukehus har også fem distriktspsykiatriske centre lokaliseret i Stavanger, Sola, Dalane, Sandnes og i Ryfylke. I tillæg er flere afdelinger, klinikker og ambulancestationer lokaliseret udenfor hovedsygehuset i Våland.
Stavanger Universitetssjukehus er organiseret i klinikker og stab- og støttefunktioner: Kirurgisk klinikk, Klinikk A, Klinikk for hode, hals og rehabilitering, Klinikk for medisinsk service og ABK, Kvinne. og barneklinikken, Klinikk psykisk helsevern barn, unge og rusavhengige, Klinikk psykisk helsevern voksne, Mottaksklinikken, og Prehospital klinikk. Stab- og støttefunksjonene er Divisjon for driftsservice, Avdeling for fag, forskning og undervisning, Avdeling for personal- og organisasjonsutvikling, Avdeling for økonomi og finans, og Foretaksadministrasjonen.
Universitetssjukehuset har over 7500 ansatte og dækker en befolkning på over 330.000 indbyggere. Hospitalet har en række samarbejdspartnere, deriblandt Universitetet i Bergen om uddannelse af medicinske studenter.